# Шхара

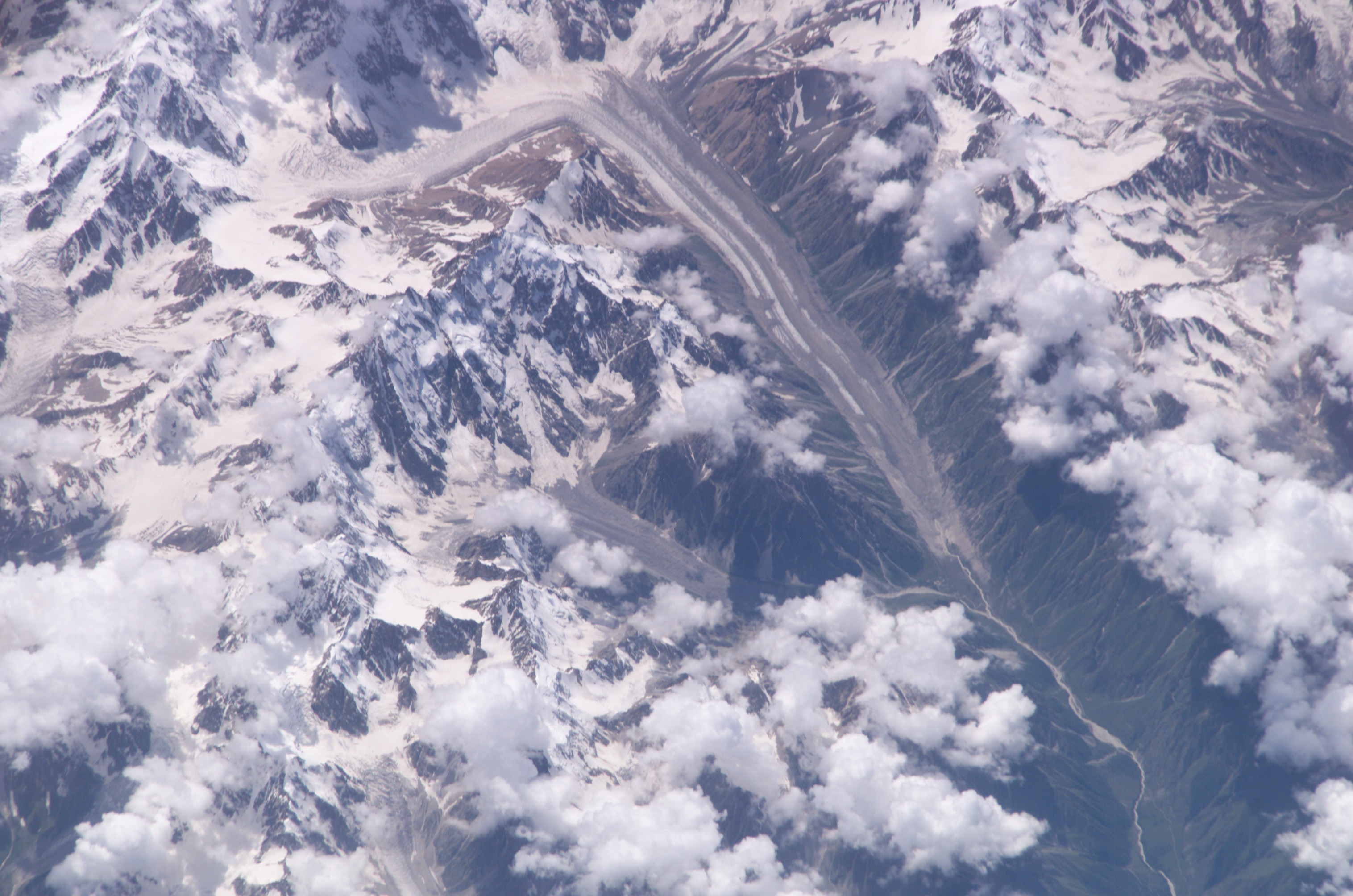
Шхара з космосу

Шха́ра (груз. შხარა) — гірська вершина в центральній частині головного Кавказького хребта. Найвища точка Грузії.

## Географія
Висота головної вершини — 5193,2 м над рівнем моря (уточнена в 2010 році за допомогою DGPS альпіністами Борисом Авдєєвим та Пітером Шоном). Розташована в Сванетії на кордоні з Росією, за 90 км на північ від Кутаїсі. Гора також має західну вершину — 5068,8 м (42°59′57″ пн. ш. 43°5′23″ сх. д. / 42.99917° пн. ш. 43.08972° сх. д.), східну — 4866,5 м (43°0′12″ пн. ш. 43°7′39″ сх. д. / 43.00333° пн. ш. 43.12750° сх. д.) та південну — 4380 м (42°59′19″ пн. ш. 43°4′52″ сх. д. / 42.98861° пн. ш. 43.08111° сх. д.).
Складена кристалічними сланцями. Вкрита льодовиками. На північному схилі — Безенгійський льодовик, від якого бере частково початок річка Інгурі. Перше сходження на Шхару радянських альпіністів було здійснене у 1933 році.
Біля підніжжя на південних схилах на висоті 2200 м над рівнем моря — село Ушгулі Местійського району Сванетії, яке внесене в список Світової спадщини ЮНЕСКО.

## Історія
Вперше вершина була підкорена в 1888 році по маршруту Північно-Східного хребта британсько-швейцарською командою англійського альпініста Джона Гарфорда Кокіна та швейцарських гідів Ульріха Алмера та Крістіана Рота. Цей маршрут досі є одним із найпростіших і популярних маршрутів на горі. Перший повний перехід стіни Безінгі був здійснений австрійцями К. Поппінгером, К. Молданом і С. Шінтльмейстером у 1931 році.

### Ресурси Інтернету
- Сходження [Архівовано 15 липня 2013 у Wayback Machine.]
- Зображення гори Шхара. Східна та Головна вершини [Архівовано 5 березня 2016 у Wayback Machine.]
- Зображення гори Шхара [Архівовано 5 березня 2016 у Wayback Machine.]
- Відеопанорама Шхари [Архівовано 20 вересня 2016 у Wayback Machine.], прискорено у 25 разів.

| Земля | Це незавершена стаття з географії. Ви можете допомогти проєкту, виправивши або дописавши її. |